# Zhou Dongyu
Zhou Dongyu (en xinès: 周冬雨; en pinyin: Zhōu Dōngyǔ; Shijiazhuang, 31 de gener de 1992) és una actriu xinesa, que va obtenir la fama mundial després d'aparèixer en la pel·lícula de Zhang Yimou Amor sota l'arç blanc. Originària de Hebei, no tenia cap experiència en el món del cinema abans d'obtenir el paper. Zhou té la intenció d'iniciar una carrera d'actuació professional en el futur.

## Trajectòria professional
L'any 2010 Dongyu fou àmpliament reconeguda entre el públic mundial a causa de la representació de l'heroïna "Jing Qiu" a la pel·lícula "Amor sota l'arç blanc", dirigida per Zhang Yimou. Les seves excel·lents actuacions a la pel·lícula van fer que obtingués el Premi a la millor actriu al 56è Festival Internacional de Cinema a Valladolid (Espanya), el Premi al millor nou artista als Premis de la Crítica de Cinema de Xangai de 2011, i el Premi al millor actor de revelació als Premis del Cinema Huabiao.
Després d'obtenir l'èxit mundial, continuà apareixent successivament en diverses pel·lícules xineses, sent la protagonista el 2014 de la pel·lícula "Same table for you". Actualment continua apareixent en noves pel·lícules.

## Premis i nominacions
| Any  | Premis                                                 | Pel·lícules           | Categoria                  | Resultats |
| ---- | ------------------------------------------------------ | --------------------- | -------------------------- | --------- |
| 2011 | Premis de la Crítica de Cinema de Xangai de 2011       | Amor sota l'arç blanc | Millor nova artista        | Guanyador |
| 2011 | Premis Asiàtics de Cinema                              | Amor sota l'arç blanc | Millor actriu              | Nominada  |
| 2011 | Premis de Cinema Huabiao                               | Amor sota l'arç blanc | Millor actriu de revelació | Guanyador |
| 2011 | Festival Internacional de Cinema de Valladolid de 2011 | Amor sota l'arç blanc | Millor actriu              | Guanyador |
| 2015 | Premis del Sindicat de Cinema Xinès de 2014            | My Old Classmate      | Millor actriu              | Nominada  |